# Weinmeisterstraße (métro de Berlin)
Weinmeisterstraße est une station du métro de Berlin à Berlin-Mitte, desservie par la ligne U8. Elle se situe 6 m sous la rue éponyme. Des correspondances sont possibles avec la voie de tramway M1 et avec la gare de Berlin Hackescher Markt qui se trouve à quelque 500 mètres de marche vers le sud.

## Histoire
La station a été mise en service le 18 avril 1930 et a été entre le 13 août 1961 et le 1er juillet 1990 mise hors service du fait de la partition de Berlin. Le quai central fait 8 mètres de large et les murs sont dallés bleu gris.